# Carl Otto Leheis

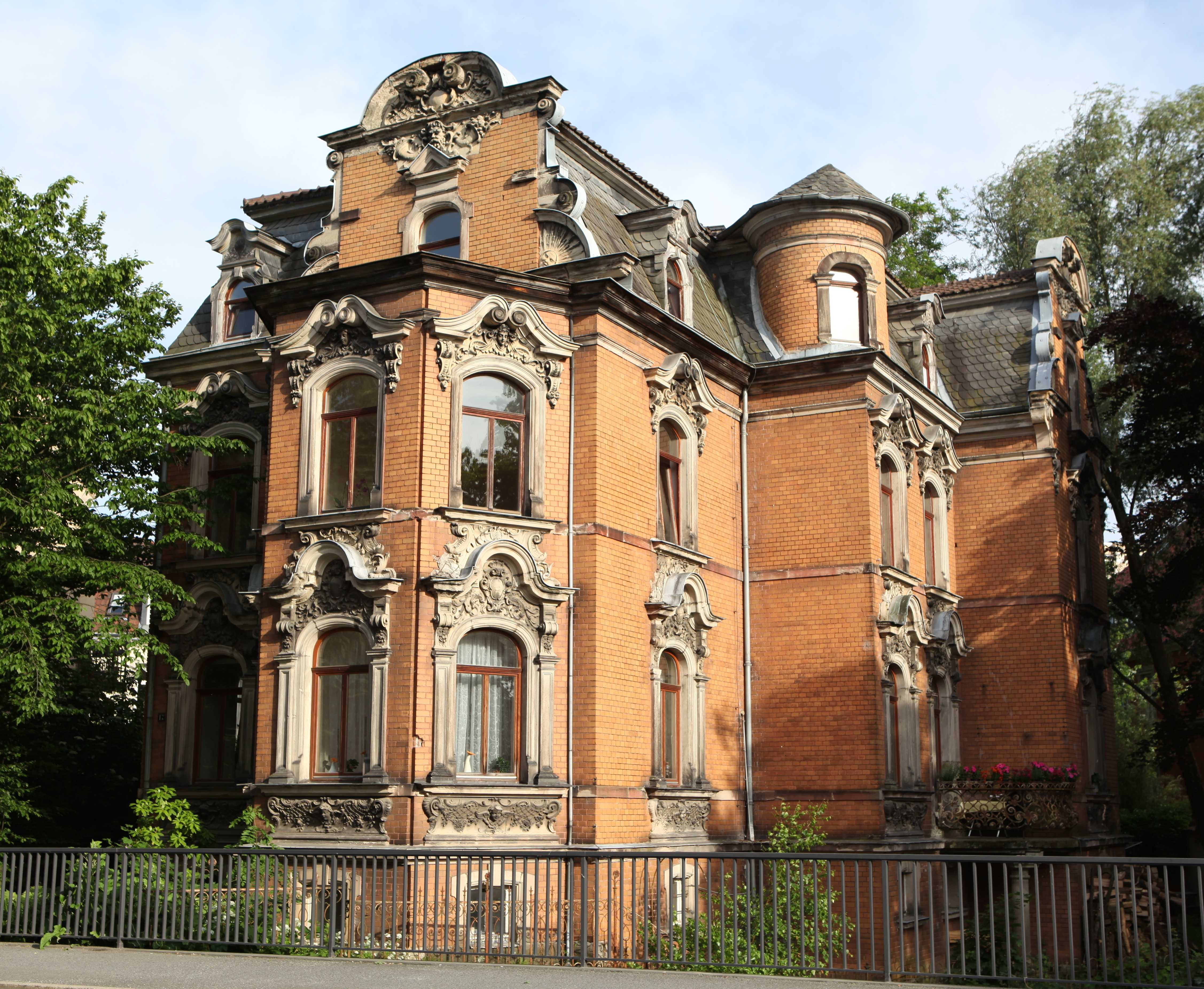
Wohnhaus in der Coburger Bahnhofstraße

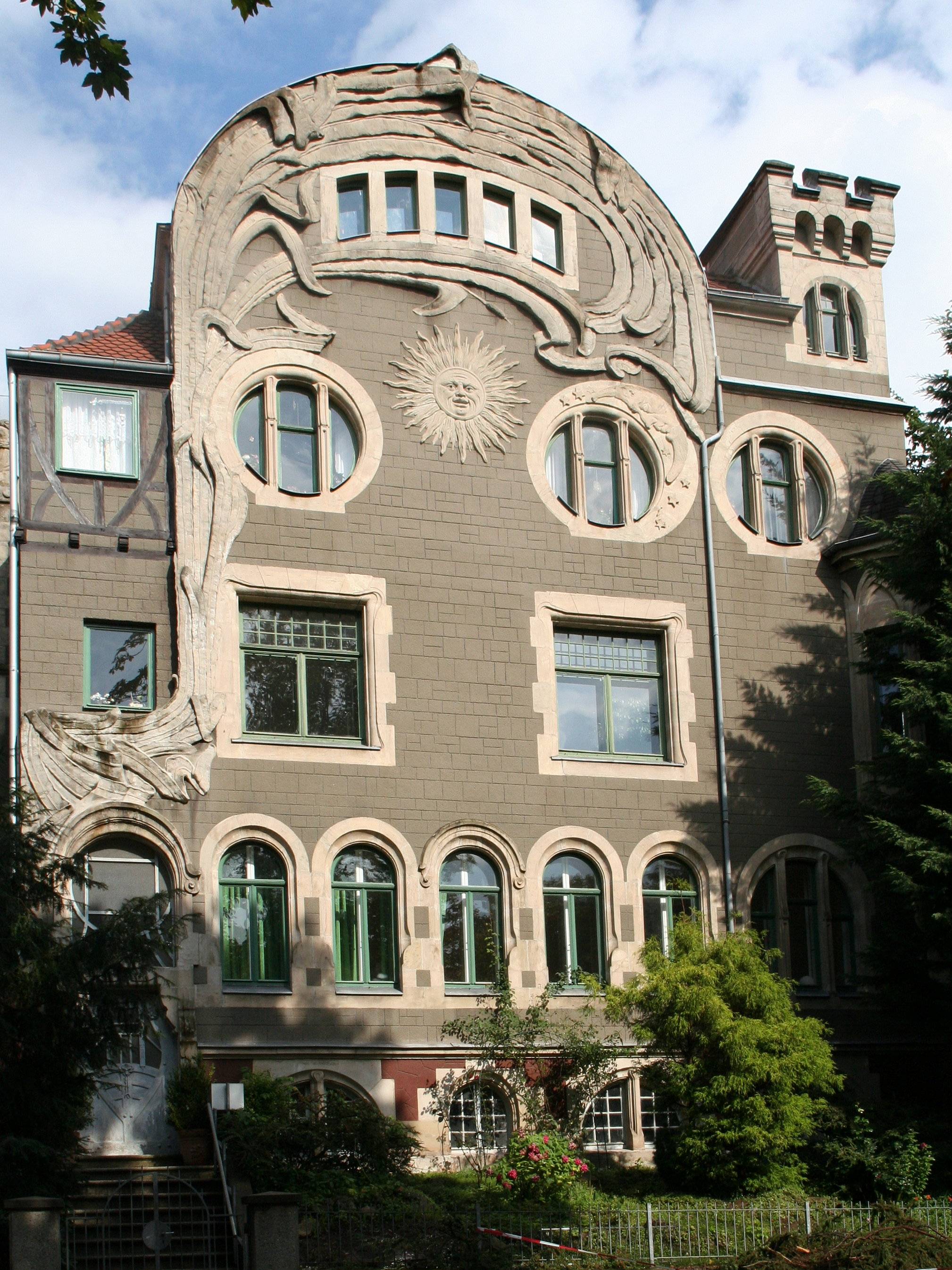
Sonnenhaus in der Alexandrinenstraße

Carl Otto Leheis (* November 1866 in Chrieschwitz; † 2. November 1921 in Wüstendittersdorf bei Schleiz) war ein deutscher Architekt und Bauunternehmer in Coburg (1892–1907).

## Leben und Wirken
Leheis war zweiter Sohn des Maurermeisters Leopold Wilhelm Leheis und dessen Ehefrau Christiane Friederike. Das Baugeschäft in Plauen übernahm 1890, nach dem Tod des Vaters, sein Bruder Richard Leheis. Carl Otto studierte nach seinem Schulabschluss in Plauen an der Baugewerkschule, wie auch Paul Schaarschmidt einige Jahre später, der dann 1900 bei Leheis in Coburg arbeitete. Leheis ging 1892 nach Coburg, wo er ein Architekturbüro und Baugeschäft eröffnete, das er mit einem Steinbruch in Weißenbrunn am Forst sowie 1902 mit einem Säge- und Hobelwerk ergänzte. Er machte sich in dieser Zeit der expandierenden Bautätigkeit rasch einen Namen als Immobilien-Spekulant, da er etwa 30 Wohnhäuser meistens auf eigene Rechnung errichtete, um sie nach der Fertigstellung gewinnbringend zu verkaufen.
1901 übernahm er aus städtischem Auftrag den Bau der Widerlager der Hohenlohebrücke in der Bahnhofstraße, beauftragte aber, durch seine zahlreichen eigenen Projekte viel beschäftigt, Subunternehmer mit der Fertigstellung. Leheis setzte mit hellem Backstein bei einigen Häusern Akzente, eine Vorliebe, die er aus seiner Heimatstadt Plauen mitgebracht hatte und die bislang in Coburg unbekannt war. Trotz seiner erkennbaren Vorliebe für den Jugendstil, beeinflusst durch Bauten der Coburger Architekten Carl Bauer, Max Böhme und Paul Schaarschmidt, errichtete er in der Alexandrinen- und Marienstraße nebeneinander Bauten in anderen Stilrichtungen wie dem Heimatstil. 1903 schuf er das Sonnenhaus in der Alexandrinenstraße 4, das einzige Bauwerk Coburgs, das in der floralen beziehungsweise vegetabilen Jugendstilrichtung gestaltet wurde.
Trotz seiner genialen Planfertigkeiten versagte Leheis als Kaufmann. Ende 1906 stand die erste Zwangsversteigerung eines seiner Häuser, die keinen Käufer gefunden hatten, an. Es war das Haus Viktoriastraße 9, in dem er den Hotel- und Restaurantbetrieb Coburger Hof angemeldet hatte. In den Jahren 1907/1908 folgten nach Zahlungsunfähigkeit elf weitere Versteigerungen, darunter sein Sägewerk im Hahnweg, und sein Steinbruch. Die Verwertung der anderen Immobilien dauerte noch einige Jahre. Nach Verlust des eigenen Hauses in der damaligen Bahnhofstraße 15b verließ Leheis mit seiner Familie im September 1907 mittellos Coburg. Er verdingte sich zeitweilig als Arbeiter und Zeichner bei seinem Bruder in Plauen und fand vorübergehend in verschiedenen Städten Deutschlands Arbeit. Über die Eröffnung eines Konkursverfahrens ist nichts bekannt. Am 2. November 1921 fand man den verarmten Leheis tot am Wüstendittersdorfer Bahnhaltepunkt. Er war wohl an Herzversagen verstorben.

## Bauwerke
Leheis Bauwerke prägen bis heute das Coburger Stadtbild und zählen zu den denkmalgeschützten Bauten der Stadt. In Coburg wurden folgende Bauten durch Carl Otto Leheis ausgeführt:
- Adamistraße 2a (Neubau 1896)
- Alexandrinenstraße 1, 2, 3 (Neubauten 1903/1904)
- Alexandrinenstraße 4 (Sonnenhaus, Neubau 1903)
- Bahnhofstraße 17 (Neubau 1899 für sich selbst), 36 (Neubau 1900)
- Glockenberg 6a, 7a (Neubauten 1902)
- Hahnweg 96, 98/100, 108/110 (Abriss für Industrieansiedlung)
- Kanonenweg 50/52 (Neubau 1902/1903)
- Ketschendorfer Straße 5 (Neubau 1900)
- Löwenstraße 15 (Neubau 1901)
- Lossaustraße 15 (Neubau 1895/1896)
- Marienstraße 2, 4, 6, 8 (2, 6, 8: Neubauten 1904; 4: Neubau 1902)
- Mohrenstraße 9a,b (Neubau 1903)
- Mohrenstraße 14a (Neubau 1901)
- Raststraße 2/4 (Neubau 1900/1901)
- Sally-Ehrlich-Straße 4 (Neubau 1898)
- Seifartshofstraße 8 (Neubau 1897)
- Viktoriastraße 9 (Neubau 1904)
- Weichengereuth 6, 7 (Abriss für den Bau der Frankenbrücke)